# Kyzyltepa
Koordinaten: 38° 3′ 16″ N, 67° 43′ 16″ O
Der Ruinenhügel Kyzyltepa (nicht mit der gleichnamigen modernen Stadt Qiziltepa (Кызылтепа) zu verwechseln) liegt in der Mirschade-Oase in der Landschaft, die in der Antike als Baktrien bekannt war. Der Ort liegt neben der modernen Stadt Shoʻrchi (Шўрчи) in Usbekistan.
Die Anlage bestand aus einer Zitadelle im Südwesten und einer Siedlung, die von den Ausgräbern Unterstadt genannt wird. Zitadelle und Unterstadt sind gut durch Mauern befestigt. Die Anlage wurde in der Mitte der Eisenzeit gegründet und florierte bis in die frühhellenistische Zeit im 1. vorchristlichen Jahrtausend. Es handelt sich um die größte Anlage des Achämenidenreiches im südlichen Usbekistan. Kyzyltepa dürfte ein wichtiges administratives Zentrum gewesen wein, vielleicht der Hauptort des Paretakena-Paretaka (Fluss-Land). Die aus Lehmziegeln errichtete Mauer war zum Teil noch bis 2,5 m hoch erhalten. Sie besteht im Detail aus zwei Mauern mit einem Korridor in der Mitte. Sie folgt anscheinend dem Gelände, Teile der Mauer wurden in den letzten Jahrzehnten durch den Fluss Kyzyidzhara weggeschwemmt, sind aber noch auf alten Satellitenbildern zu sehen. Um die Stadt herum gibt es zehn kleinere Siedlungen, die mit der Stadt gleichzeitig sind. Zwei von ihnen wurden ausgegraben. Es fanden sich große Häuser. Die Ausgräber vermuten, dass es sich um Landhäuser reicher Stadtbewohner handelte.
Die Zitadelle der Stadt liegt auf einem natürlichen Hügel und ist etwa 100 × 75 m groß. Im Norden und Süden gibt es jeweils ein Tor. Die eigentliche Stadt nahm ein Gebiet von etwa 11 bis 12 Hektar ein. Testgrabungen brachten Gruben, Pfostenlöcher und Fußböden zu Tage. Es fand sich jedoch keine dichte Bebauung. Es fanden sich allerdings zahlreiche Reste von Steinwerkzeugen, viele von ihnen gehörten zu Sicheln, andere zu Handmühlen und Schalen. Die Belege deuten darauf hin, dass Kyzyltepa ein bedeutendes landwirtschaftliches Zentrum war. Tierknochen belegen die Aufzucht von Schaf, Ziege und Rind. Auf der Zitadelle fanden sich Belege für Metallverarbeitung.
Es lassen sich drei Phasen unterscheiden. Die ersten Besiedlungsspuren gehören in die frühe Eisenzeit und konzentrieren sich auf das Gebiet der Zitadelle. Hier wurde eine Plattform errichtet, und es fanden sich Spuren von Feuer. Die Ausgräber vermuten einen Kultbau, in dem Feuer eine wichtige Rolle spielte. Die Phase ging auch in einem Feuer unter. In der nächsten Phase wurde die Zitadelle errichtet. Mächtige Mauern wurden erbaut. Innerhalb der Zitadelle gab es einen Hof, östlich und westlich davon wurden Plattformen erbaut. Auch diese Phase ging in einem Feuer unter. In der dritten Phase wurde die Unterstadt errichtet. Die Zitadelle verlor an Bedeutung. Leute wohnten in der Unterstadt nur in bescheidenen Bauten. Die Beleglage deutet an, dass die Anlage als Fluchtburg für die umliegenden Landschaft gedient haben mag. Es war jedoch keine Stadt im engeren Sinne.
Die chronologische Einordnung der Phasen ist problematisch. Die Keramik der Phasen I und II entspricht der Yaz-III-Stufe dieser Region. In dieser Zeit war die Region Teil des Achämenidenreiches. In Phase III kommen auch hellenistische Formen dazu. Der Ort ist wohl im 3. Jahrhundert v. Chr. verlassen worden.